# Friedrich von Keller (Diplomat)

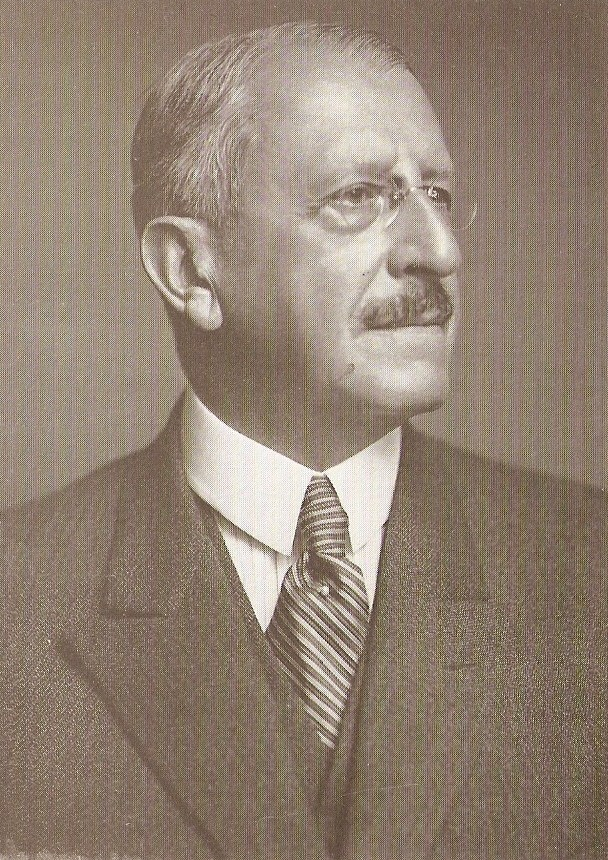
Friedrich von Keller

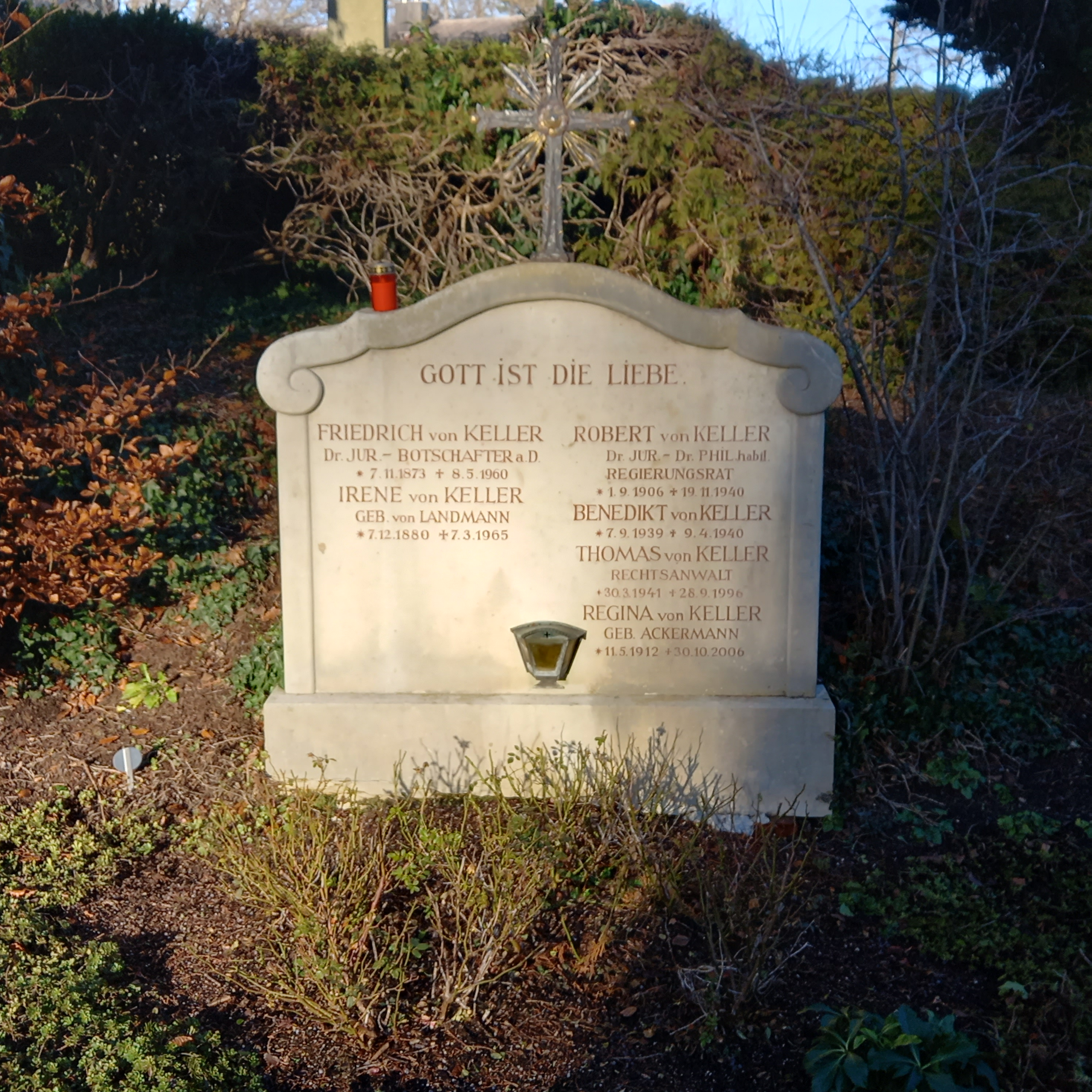
Das Grab von Friedrich von Keller und seiner Ehefrau Irene geborene von Landmann im Familiengrab auf dem Neuen Friedhof in Tutzing

August Friedrich Wilhelm Keller, ab 1906 von Keller (* 7. November 1873 in München; † 8. Mai 1960 in Tutzing) war ein deutscher Diplomat.

## Leben
Keller entstammte einer ursprünglich in Schwaben ansässigen Familie, die erstmals 1733 in Burtenbach an der Mindel urkundlich erwähnt wurde. Er ist der Sohn des später geadelten königlich bayerischen Generalleutnants Eugen Keller (1843–1938) und der Berta Hassold (1846–1929).
Keller studierte Rechtswissenschaft in Würzburg, trat 1895 in den bayrischen Justizdienst und wurde 1896 promoviert. 1899 trat er in den auswärtigen Dienst ein und verbrachte die ersten Berufsjahre in Berlin. 1901 erfolgte die Versetzung als Vizekonsul nach Kairo (Ägypten), 1902 nach Kapstadt (Südafrika) und 1904 nach Lorenco Marquez (Mosambik). Von 1905 bis 1908 war er als Vizekonsul in Kalkutta akkreditiert. Ab 1908 war er in der Rechtsabteilung im Auswärtigen Amt in Berlin tätig. Im Ersten Weltkrieg diente er bis zum Rang eines königlich bayerischen Majors der Landwehr, bis er 1916 ins Auswärtige Amt zurückberufen wurde. Nach Ende des Ersten Weltkriegs erwog er den Wechsel an die Universität Würzburg, wurde aber vom Auswärtigen Amt zu den Friedensverhandlungen in Versailles entsandt und schließlich im Sommer 1920 als Geschäftsträger nach Belgrad (Königreich Jugoslawien) versetzt, wo er am 18. Dezember 1921 zum Gesandten befördert wurde. Anschließend (1924 bis 1928) war er Gesandter in Brüssel, der Hauptstadt Belgiens.
Von 1928 bis 1933 wurde Friedrich von Keller als Geschäftsträger der Regierung des Deutschen Reichs in Buenos Aires akkreditiert. Er löste hier den Gesandten I. Klasse Carl Richard Gneist (1868–1939) ab. Am 2. Januar 1933 erfolgte die Versetzung von Keller als ständiger Vertreter des Deutschen Reiches beim Völkerbund in Genf und Mitglied der deutschen Delegation bei der Genfer Abrüstungskonferenz. Sein Nachfolger in Buenos Aires wurde Edmund Freiherr von Thermann (1884–1951). Im Oktober 1933 erlebte er den Austritt Deutschlands aus dem Völkerbund unter der neu gewählten nationalsozialistischen Regierung und wurde für das folgende Jahr zur besonderen Verwendung in den einstweiligen Ruhestand versetzt. 1935 wurde er reaktiviert und bis zu seiner Versetzung in den Ruhestand 1938 als Botschafter nach Ankara entsandt.
Keller heiratete am 12. Oktober 1905 in München Irene von Landmann (* 7. Dezember 1880 in München; † 7. März 1965 in Tutzing), die Tochter des königlich bayerischen Staatsrats und Staatsministers Dr. jur. h. c. Robert Ritter von Landmann (1845–1926) und der Gabriele von Auer. Das Ehepaar hatte drei Söhne, darunter Rupprecht von Keller und die Tochter Gabrielle (1916–2010), die 1949 den Physiker Guido Dessauer heiratete.